# Nhuận Châu
Nhuận Châu chữ Hán phồn thể: 潤州區, chữ Hán giản thể:润州区) là một quận thuộc địa cấp thị Trấn Giang, tỉnh Giang Tô, Cộng hòa Nhân dân Trung Hoa. Nhuận Châu nằm ở phía tây Trấn Giang, phía đông cách Kinh Khẩu qua Đại Vận Hà, đông nam giáp khu mới Trấn Giang, phía bắc giáp Trường Giang. Ở đây có cầu Nhuận Dương bắc qua Trường Giang nối với Dương Châu. Trấn Giang có Kim Sơn có phong cảnh đẹp nổi tiếng.